# مايكل باريت
مايكل ب. «مايك» باريت (بالإنجليزية: Micheal Barrett)‏ (مواليد 1963) مساعد أول السابع عشر للواء المارينز خلف كارلتون و. كينت في 9 يونيو 2011. كان باريت بوصفه الرقيب الرائد في سلاح البحرية أعلى ضابط غير متفرغ في قوات مشاة بحرية الولايات المتحدة. ومع ذلك منذ 1 أكتوبر 2011 كان قد تم تجاوزه من قبل بريان ب. باتاغليا وهو مساعد أول الذي عمل ككبير مستشاري رئيس الأركان المشتركة وهو المنصب الذي يفوق كبار المستشارين المجندين من الخدمات الفردية.
باعتباره مساعد أول فقد تم نقله إلى السعودية والكويت للمشاركة في حرب الخليج الثانية وحصل على ميدالية مشاة البحرية مع جهاز شجاع للاشتباك في مواقع الهاون للعدو مع بندقية قنص باريت إم82 في أوائل عام 1991.